# DD-transpeptidase
Een transpeptidase is een bacterieel enzym dat verantwoordelijk is voor de bouw van peptidoglycaan. 
Transpeptidase bindt aan D-Ala D-Ala, neemt de binding over en brengt deze energierijke binding over naar lysine 3 (crosslink).
De werking van penicilline is gebaseerd op het effect van transpeptidases in de bacteriewand. Omdat de structuur van penicilline erg veel op dat van D-Ala D-Ala lijkt (behalve voor de toegevoegde β-lactam) bindt  transpeptidase hier aan en komt deze nauwelijks meer toe aan de opbouw van zijn eigen celwand.